# MOWAG Piranha
MOWAG Piranha es una familia de vehículos blindados de combate diseñados por la empresa suiza MOWAG, que desde abril de 2010 pasó a llamarse General Dynamics European Land Systems - Mowag GmbH como subsidiaria de General Dynamics.
Se han producido cuatro generaciones de vehículos Piranha, con distintas variantes en cada una de ellas, que han sido fabricadas por MOWAG o por otras compañías bajo licencia y se encuentran en servicio en numerosas fuerzas armadas de todo el mundo.
Desde el principio el vehículo fue creado como una plataforma universal, capaz de transportar cualquier equipo o armamento requerido con modificaciones menores. También se quería una plataforma común para la construcción sobre ella de equipos con diferentes estructuras de ruedas y capacidades. Posteriormente estas ideas aseguraron el desarrollo del proyecto básico y el éxito comercial.
Inicialmente la familia Piranha incluía dos versiones del vehículo blindado en un chasis de tres y cuatro ejes. Más tarde, apareció un 4x4, y el modelo más grande tenía un chasis alargado 10x10. Por varias razones, los vehículos blindados 8x8 fueron los más populares.

## Variantes
Está disponible en 4x4, 6x6, 8x8 y 10x10, aunque hay diversas variantes dentro de estas versiones, con diferentes grados de protección y varios tipos de torres para su uso en gran variedad de situaciones. Al MOWAG Piranha se le han asignado funciones muy diversas, como transporte de tropas, vehículo de mando, vehículo de apoyo de fuego y vehículo policial.
El MOWAG Piranha es muy utilizado por el ejército suizo. Suiza construye MOWAG Piranha, y sus derivados se han exportado a Suecia, Dinamarca, Irlanda, España y Bélgica. El Ejército belga ha seleccionado el MOWAG Piranha IIIC 8x8 que sustituirá a todos sus vehículos de ruedas de transporte blindado de personal, aunque el MOWAG Piranha carece de la protección, el fuego y la movilidad de un tanque de oruga convencional. En total, 242 vehículos serán entregados, de los cuales 104 son opcionales. 
El MOWAG Piranha y sus derivados han sido fabricados bajo licencia por General Dynamics (Canadá), BAE Systems Land Systems (Reino Unido), en EE. UU. y Cardoen y FAMAE (Chile). 
El Ejército de los Estados Unidos emplea el vehículo Stryker 8x8 que se obtuvo a partir de la Canadian LAV III, que a su vez se basa en el MOWAG Piranha, como en el caso del LAV-25 en servicio de la familia con la USMC. Las Fuerzas de Defensa de Australia también tienen su propia versión modificada del MOWAG Piranha 8x8, conocido como el ASLAV (vehículos blindados ligeros de Australia). El ASLAV es operado por dos regimientos de caballería (el 2.º Regimiento de Caballería y el 2.º y 14.º Regimiento de caballería ligera). Igualmente, se usa como vehículo blindado de reconocimiento, transporte blindado de personal y otras funciones. 
Algunas variantes, como la que emplea el Cuerpo de Marines de los Estados Unidos (LAV-25), y sus derivados, están equipadas con hélices para uso anfibio, aunque sus posibilidades son limitadas.

### Árbol de la familia

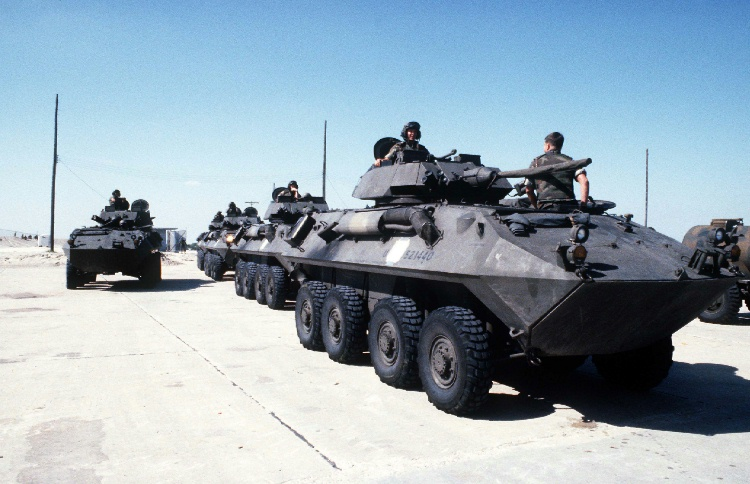
LAV-25 del Cuerpo de Marines de los Estados Unidos.

- Piranha I
  - AVGP
  - LAV-25
    - ASLAV
- Piranha II
  - Bison
  - Coyote
  - Desert Piranha
  - LAV II
- Piranha III
  - Piranha IIIC
  - Piranha IIIH
    - LAV III
      - Stryker
      - NZLAV
- Piranha IV
- Piranha V

## Usuarios

### Piranha I
Australia
- Ejército Australiano - 257 ASLAV.[2]

 Canadá

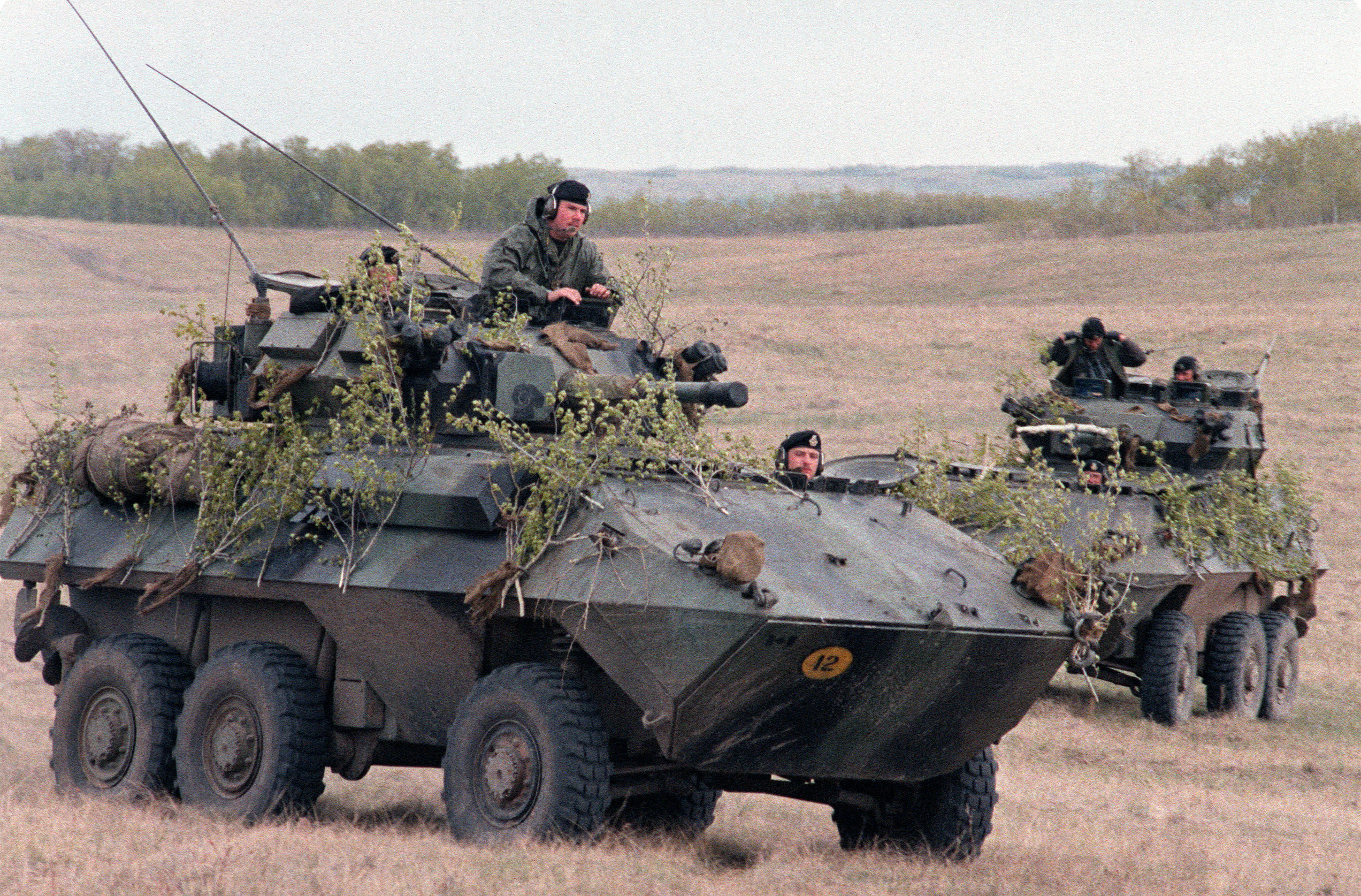
Una pareja de AVGP Cougar canadienses.

- Ejército Canadiense - 491 AVGP (retirados).

 Chile

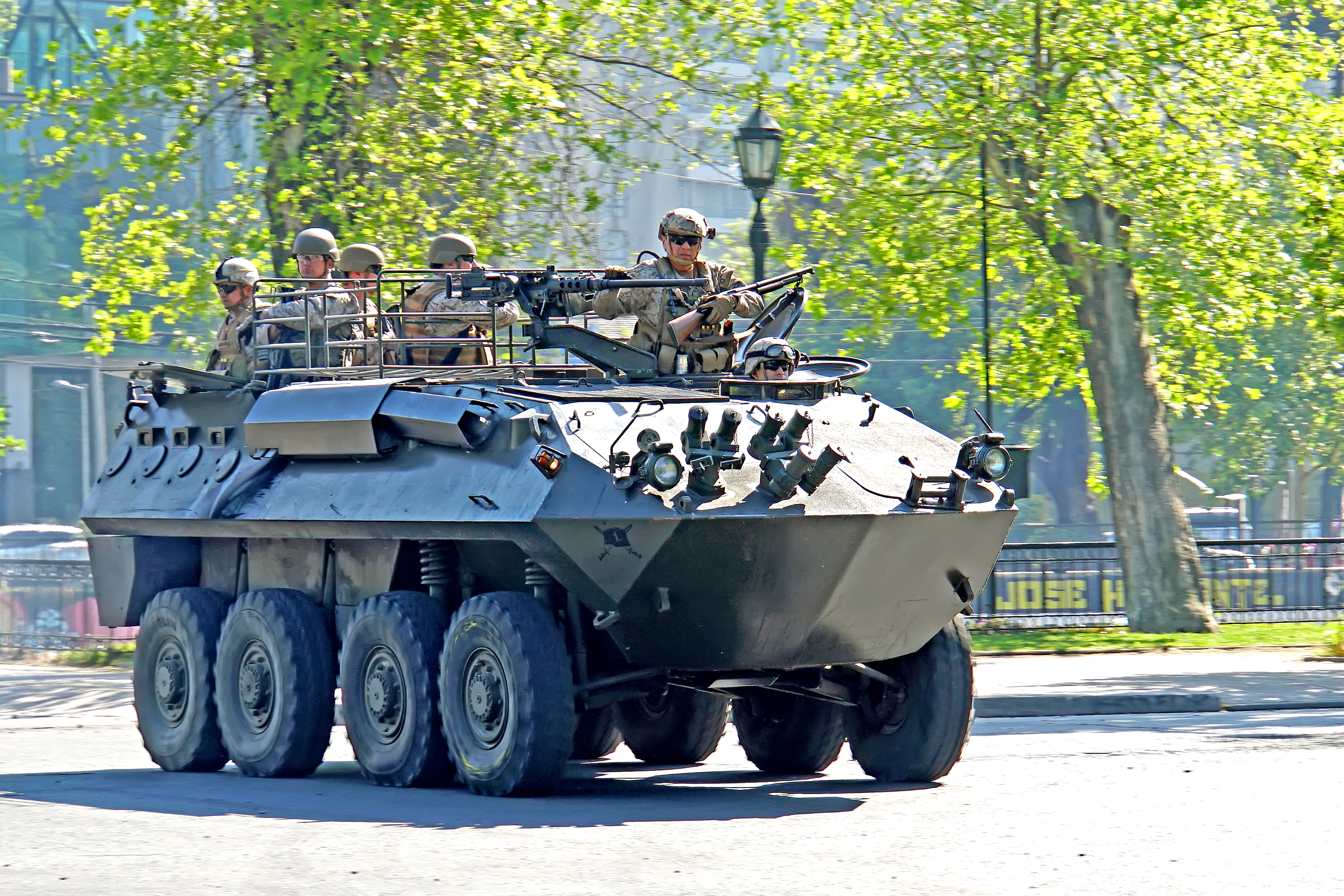
Un Mowag Piraña 8x8 Chileno

- Un Mowag Piraña 8x8 ChilenoEjército de Chile Y Carabineros de Chile -217 Piraña 6x6 y 36 Piraña 8x8 producidos bajo licencia por FAMAE en Chile.

 Ghana
- Ejército de Ghana - Encargados 63 Piranha I 4x4, 6x6 y 8x8.[3][4][5]

 Liberia
- Fuerzas Armadas de Liberia – 10 Piranha I 4×4.[6] En servicio durante la Segunda Guerra Civil Liberiana.[7]

 Nigeria
- Ejército de Nigeria – 140 unidades.[8]

 Suiza
- Ejército Suizo - 303 Piranha I 6x6 TOW, incluyendo 40 transformadas en ambulancia[9] y 160 en vehículos de comando.[10]

 Sierra Leona
- Ejército de Sierra Leona - 10 Piranha I 6×6 (retirados).

 Estados Unidos
- Cuerpo de Marines de los Estados Unidos - 772 LAV-25.

 Uruguay
- Ejército de Uruguay-  147 AVGP.[11][12]

### Piranha II
Canadá
- Ejército canadiense - 199 Bison,[13] y 203 Coyote.

 Estados Unidos
- Guardia Nacional - 12 Bison.

 Omán
- Ejército Real de Omán – 174 Piranha II en 7 versiones.[3]

 Catar
- Ejército de Catar – 40 Piranha II 8x8.

 Arabia Saudita
- Ejército de Arabia Saudí - 124 Piranha II 8x8 en 6 versiones.
- Guardia Nacional de Arabia Saudí - 1.117 LAV/Piranha II 8x8 en 10 versiones; encargados otros 132.

 Suecia
- Ejército sueco – 44 Piranha II 10×10 incluyendo 27 vehículos con sensores y 17 vehículos comando (con ametralladoras de 7.62 mm) además de 10 Piranha II 8×8 de escolta.

 Suiza
- Ejército Suizo – 500 Piranha IIC 8×8.

### Piranha III
Bélgica

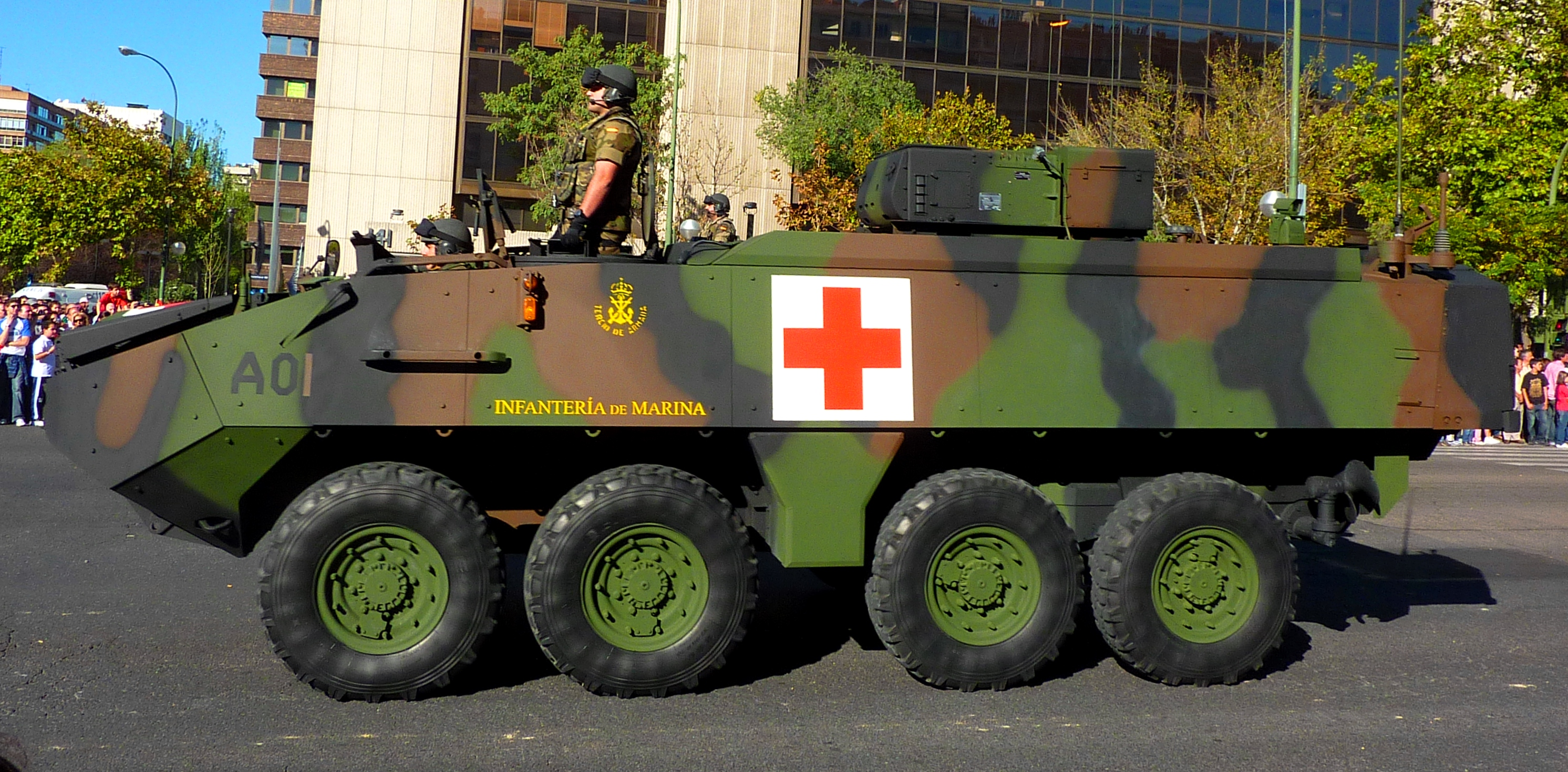
Piranha IIIC ambulancia de la Infantería de Marina Española.

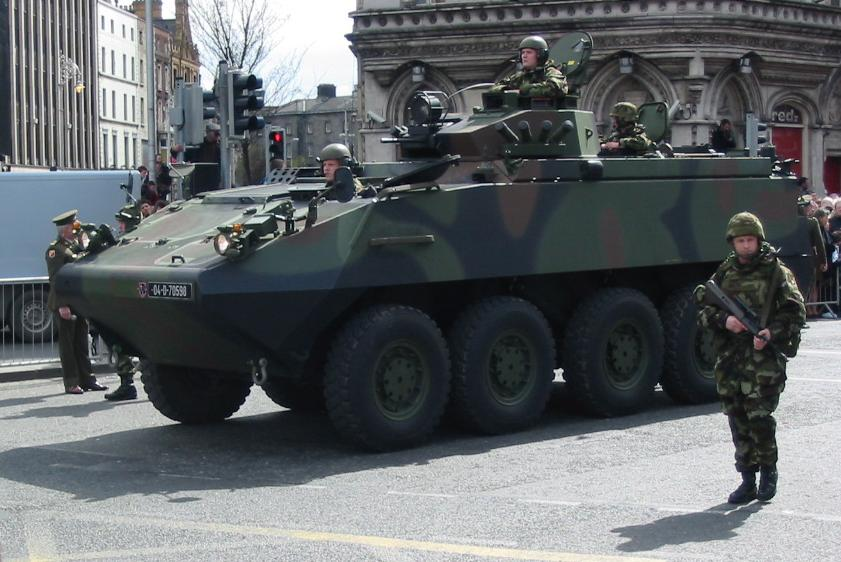
Piranha IIIH del Ejército Irlandés.

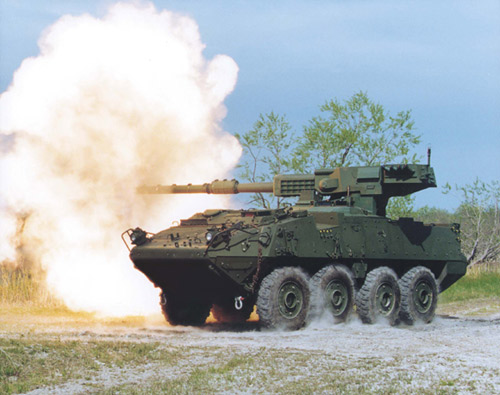
Stryker Mobile Gun System.

- Ejército Belga. Encargados 242 Piranha IIIC 8x8 en 7 versiones.[14]

 Botsuana
- 45 Piranha IIIC 8x8.[3]

 Brasil
- Infantería de Marina Brasileña. 30 Piranha IIIC 8x8 en 4 versiones.[15]

 Canadá
- Ejército canadiense – 651 LAV III.

 Nueva Zelanda
- Ejército de Nueva Zelanda - 105 NZLAV.

 Dinamarca
- Ejército Danés - 18 Piranha IIIH 8x8 y 24 Piranha IIIC 8x8; encargados otros 91 Piranha IIIC 8x8.[3]

 Irak
- Ejército iraquí – 400 Stryker.[16]

 Irlanda
- Ejército Irlandés - 80 Piranha IIIH 8x8 en 6 versiones.[3]

 Rumania
- Fuerzas Terrestres Rumanas - 33 Piranha IIIC 8x8.[17]

 España
- Infantería de Marina de España - 39 Piranha IIIC 8x8: 26 de combate de infantería, 2 de mando, 2 ambulancias, 1 de recuperación, 4 de zapadores y 4 de reconocimiento blindado.[18]

 Chile
- Armada de chile - 22 NZLAV (Variante de los Piranha IIIC 8x8 Modificada por Nueva Zelanda) Estos fueron Adquiridos en 2021 para El Cuerpo de infantería de marina de Chile y actualmente están en servicio activo.

 Estados Unidos
- Ejército de los Estados Unidos - 2.131 Stryker.

 Suecia
- Ejército sueco – 33 Piranha IIIC.

 Suiza
- Ejército Suizo – encargados 60 Piranha IIIC 8x8 en dos versiones[19] y 12 de exploración.

### Piranha IV
Suiza
- Ejército Suizo – Número desconocido.

### Piranha V
Dinamarca
- Ejército Danés - se pretenden adquirir 309, entrando en servicio en 2023.[20]

 España
- Ejército de Tierra español – 5 unidades fueron adquiridas en 2015 como prototipos del programa VBMR por el cual se busca un sustituto para los BMR y las VEC. Se prevé la compra de 350-400 vehículos en una primera fase para hacer un total de 1000-1200 unidades.

 Mónaco
- Carabineros de Mónaco – 2 Piranha V.[21]

### Desarrollos relacionados
- Piranha I
  -  AVGP
  -  LAV-25
    -  ASLAV
- Piranha II
  -  Bison
  -  Coyote
- Piranha IIIH
  -  LAV III
    -  Stryker
    -  NZLAV
- Piranha IV

### Vehículos similares
- FNSS PARS
- VBCI
- BTR-90
- Boxer MRAV
- Patria AMV
- VBM Freccia
- Pandur II
- BTR-3
- Stryker
- ZBL-09
- Tipo 96

### Listas relacionadas
- Anexo: Materiales de la Infantería de Marina Española